# Mount Lesueur
Mount Lesueur är ett berg i Australien. Det ligger i regionen Dandaragan och delstaten Western Australia, omkring 210 kilometer norr om delstatshuvudstaden Perth. Toppen på Mount Lesueur är 313 meter över havet.
Mount Lesueur är den högsta punkten i trakten. Trakten runt Mount Lesueur är nära nog obefolkad, med mindre än två invånare per kvadratkilometer.. Det finns inga samhällen i närheten. 
Trakten runt Mount Lesueur består till största delen av jordbruksmark. Genomsnittlig årsnederbörd är 568 millimeter. Den regnigaste månaden är juli, med i genomsnitt 109 mm nederbörd, och den torraste är december, med 10 mm nederbörd.